# SOIUSA

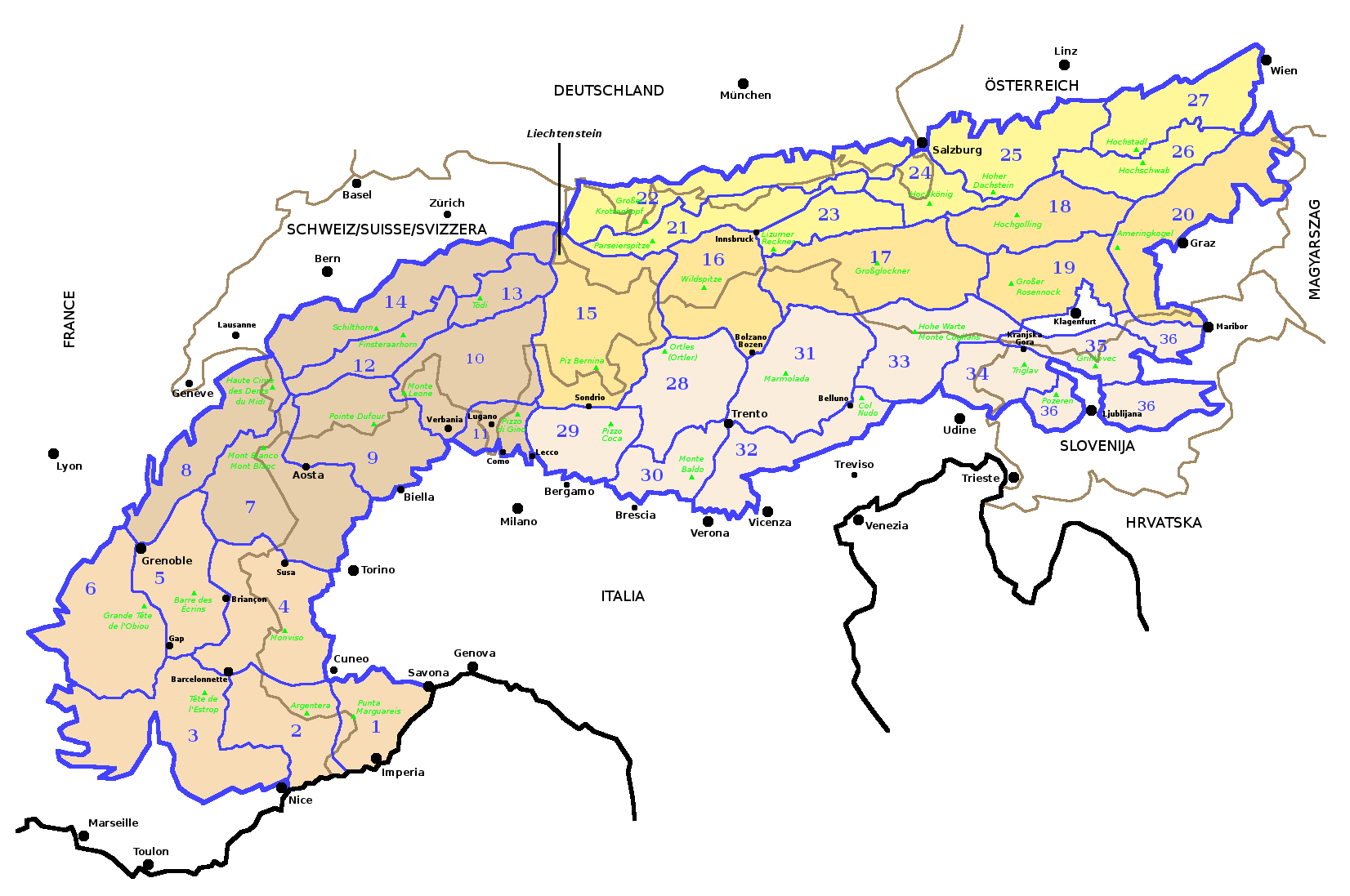
Alpy

SOIUSA (zkratka italsky  Suddivisione Orografica Internazionale Unificata del Sistema Alpino, česky  Mezinárodní standardizované členění Alp) je návrh na nové, mezinárodně přijímané, geografické a toponymické členění Alp. Pochází od italského orografa a autora Orografického atlasu Alp, Sergio Marazziho.
Jeho kniha byla představena pod záštitou Italského alpského klubu (Club Alpino Italiano) v roce 2006.

## Historie
SOIUSA vychází z geomorfologie, geologie, hydrologie a fytogeografie Alp. Hlavním cílem návrhu je sjednotit jednotlivá národní členění, respektive národní klasifikace Alp. Zvláště pak překonat standardní italské členění Alp přijaté Národním sdružením pro geografii (Comitato Geografico Nazionale) v roce 1926. SOUIUSA je dostupný v italštině, francouzštině, němčině a slovinštině.

## Členění
- 2 hlavní části
  - Západní Alpy a Východní Alpy
- 5 hlavních oblastí

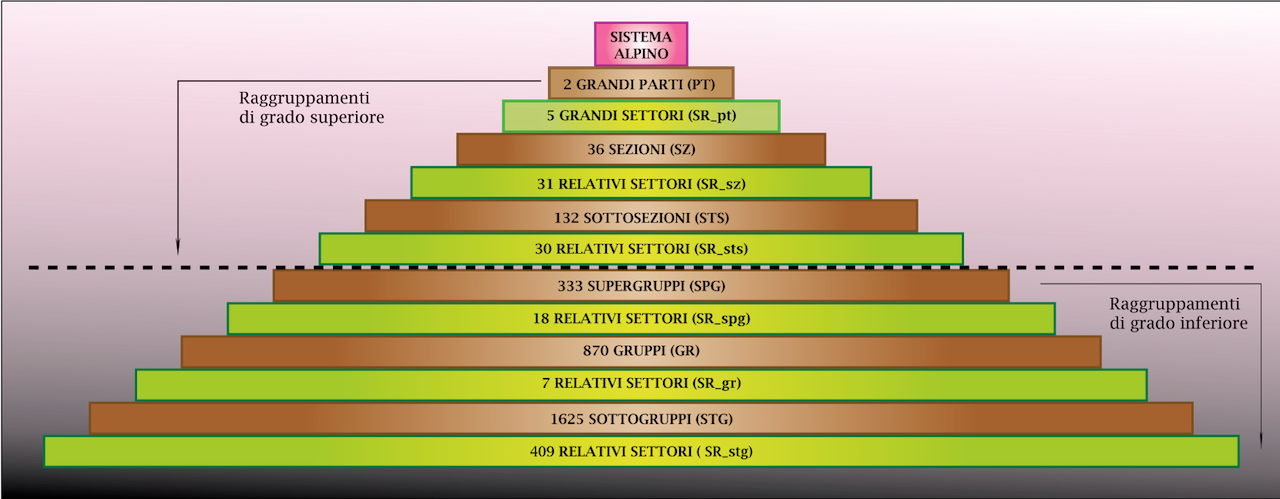
Pyramida SOIUSA.

  - Jihozápadní Alpy a Severozápadní Alpy
  - Střední Východní Alpy, Severovýchodní Alpy a Jihovýchodní Alpy
- 36 sekcí
- 132 podsekcí
- 333 nadskupin
- 870 skupin
- 1 625 podskupin

## Západní Alpy

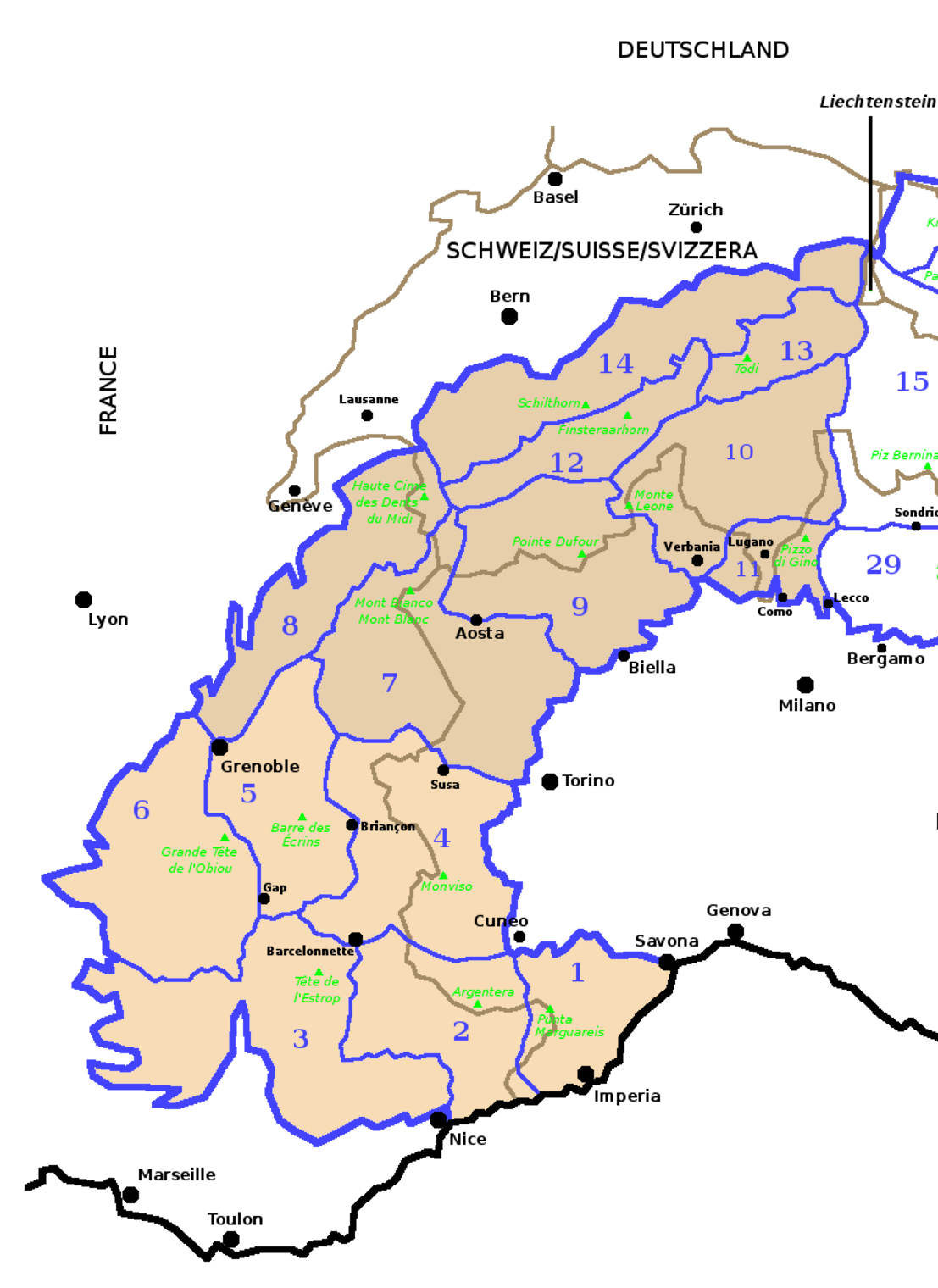
Západní Alpy

Rozkládají se od Savony – průsmyku Cadibona – obce Montezemolo a města Mondovi k linii tvořenou Rýnem – průsmykem Splügen a jezery Como a Lecco.

### Jihozápadní Alpy
- 1. Ligurské Alpy (Punta Marguareis, 2 661 m)
- 2. Přímořské Alpy (Monte Argentera, 3 297 m)
- 3. Provensalské Alpy a Provensalské Předalpy (Tête de l'Estrop, 2 961 m)
- 4. Kottické Alpy (Monte Viso, 3 841m)
- 5. Dauphineské Alpy (Barre des Écrins, 4 102 m)
- 6. Dauphineské Předalpy (Grande Tête de l'Obiou, 2 790 m)

### Severozápadní Alpy
- 7. Grajské Alpy (Mont Blanc, 4 810 m)
- 8. Savojské Alpy (Dents du Midi, 3 257 m)
- 9. Penninské Alpy (Monte Rosa, 4 634 m)
- 10. Lepontské Alpy (Monte Leone, 3 552 m)
- 11. Luganské Předalpy (Pizzo di Gino, 2 245 m)
- 12. Bernské Alpy (Finsteraarhorn, 4 274 m)
- 13. Glarnské Alpy (Tödi, 3 620 m)
- 14. Švýcarské Předalpy (Schilthorn, 2 970 m)

## Východní Alpy

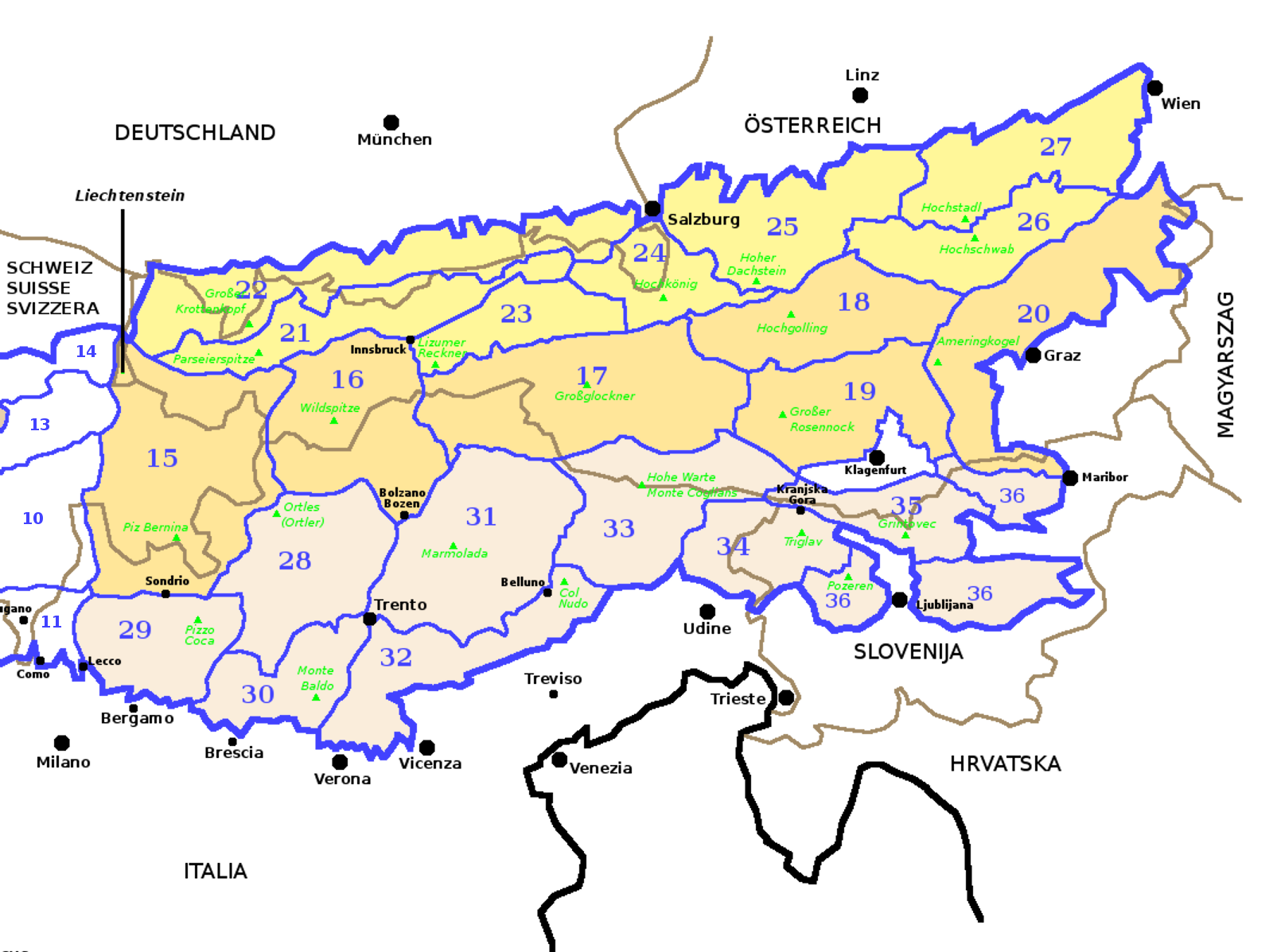
Východní Alpy

Rozkládají se od linie Rýn – průsmyk Splügen – jezero Como, jezero Lecco k hranici, kterou tvoří města Vídeň – Sopron – Kőszeg – Štýrský Hradec a Maribor.

### Střední Východní Alpy
- 15. Západní Rétské Alpy (Piz Bernina, 4 049 m)
- 16. Východní Rétské Alpy (Wildspitze, 3 772 m)
- 17. Západní Taury (Großglockner, 3 798 m)
- 18. Východní Taury (Hochgolling, 2 863 m)
- 19. Korutanské a Štýrské Alpy (Eisenhut, 2 441 m)
- 20. Štýrské Předalpy (Ameringkogel, 2 184 m)

### Severovýchodní Alpy
- 21. Severní Tyrolské vápencové Alpy (Parseierspitze, 3 040 m)
- 22. Bavorské Alpy (Großer Krottenkopf, 2 657 m)
- 23. Tyrolské břidlicové Alpy (Lizumer Reckner, 2 884 m)
- 24. Severní Salcburské Alpy (Hochkönig, 2 941 m)
- 25. Alpy Solné komory a Horního Rakouska (Hoher Dachstein, 2 993 m)
- 26. Severní Štýrské Alpy (Hochtor, 2 369 m)
- 27. Severní Dolnorakouské Alpy (Hochstadl, 1 919 m)

### Jihovýchodní Alpy
- 28. Jižní Rétské Alpy (Ortler, 3 905 m)
- 29. Bergamské Alpy a Předalpy (Pizzo di Coca, 3 052 m)
- 30. Brescianské a Gardské Předalpy (Monte Cadria, 2 254 m)
- 31. Dolomity (Marmolada, 3 342 m)
- 32. Benátské Předalpy (Col Nudo, 2 472 m)
- 33. Karnské a Gailtalské Alpy (Monte Coglians, 2 780 m)
- 34. Julské Alpy a Předalpy (Triglav, 2 864 m)
- 35. Korutansko-slovinské Alpy (Grintovec, 2 558 m)
- 36. Slovinské Přealpy (Porezen, 1 630 m)